# Ligne 135 (Infrabel)
La ligne 135 est une ancienne ligne ferroviaire belge reliant Walcourt à Morialmé et Florennes. Mise en service en 1848 et 1855, et connectée en 1908 à la ligne vers Florennes, elle est fermée par sections entre 1954 et 1980 à l'exception de la section de Walcourt à Rossignol, considérée depuis 1970 comme un segment de la ligne 132.

## Historique

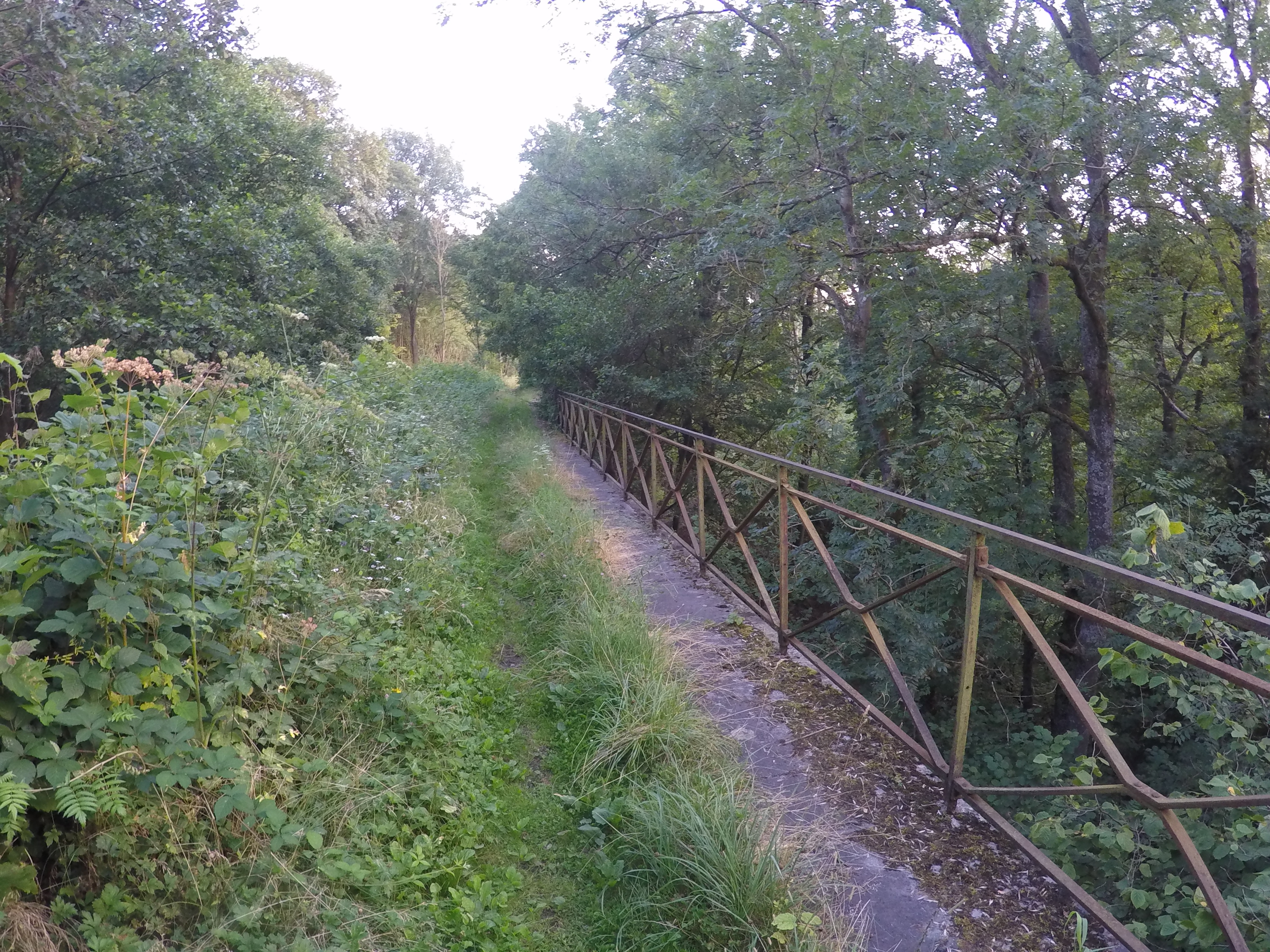
L'ancienne route sur le pont dit des «Sept Ponts» entre Fairoul et Rossignol.

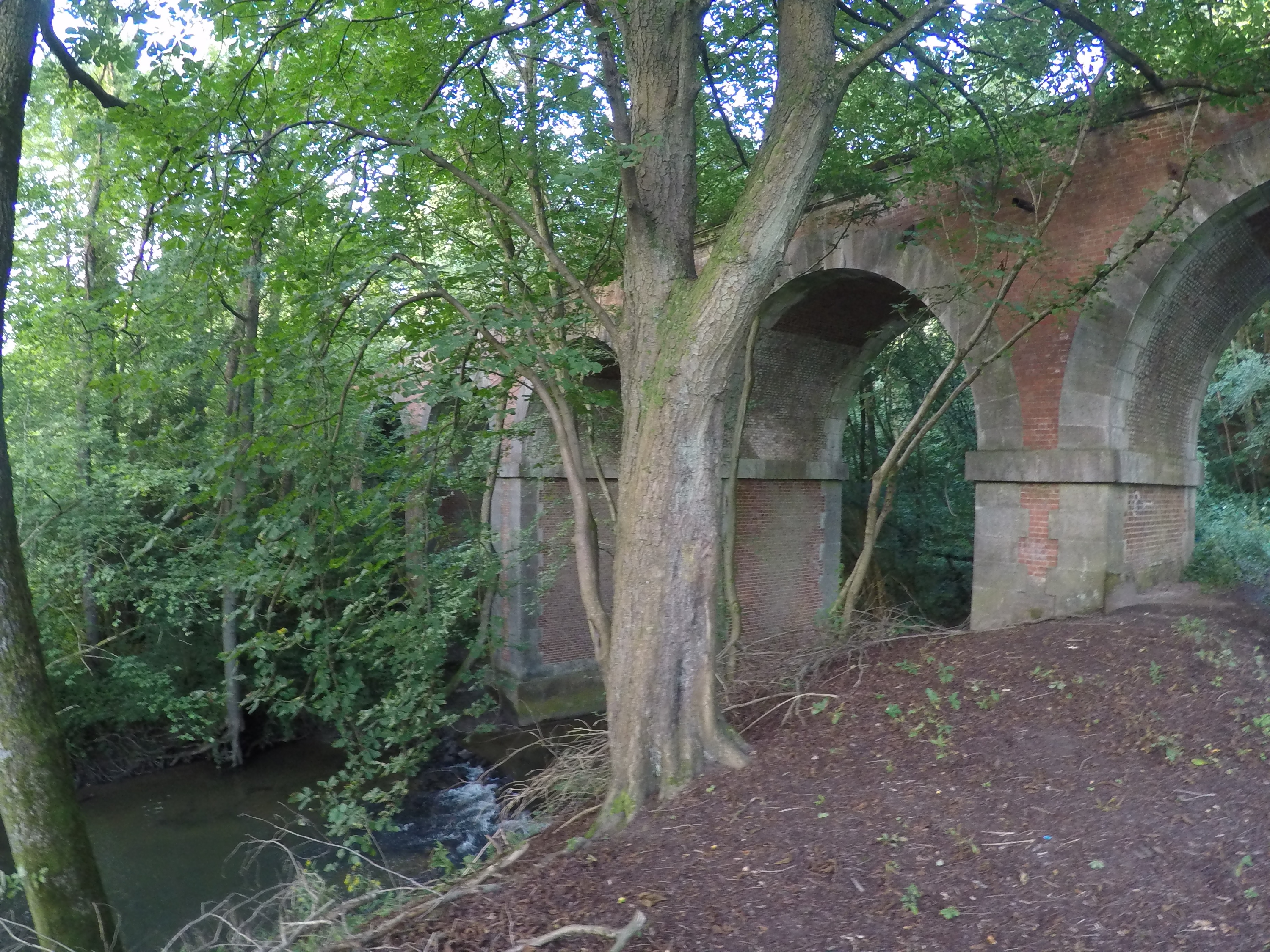
Arches sur la rivière Eau d'Yves.

Elle a été établie en deux étapes : en 1848 la Compagnie de l'Entre-Sambre-et-Meuse a d'abord relié Morialmé (et ses mines) à Walcourt, où passait sa ligne principale de Charleroi à Vireux, via Mariembourg (ligne 132), afin d'améliorer le transport de minerai de fer entre les mines de Morialmé et la sidérurgie carolorégienne.
Ensuite, la compagnie de l'Est (Belge) a réalisé en 1862 une section de la ligne 138 entre Morialmé Minières et Florennes, ainsi que son prolongement vers Doische et Givet.
Un premier raccord est établi en 1855, donnant accès à la gare des minières créée par la compagnie autrefois rivale. Cette collaboration constituant un prélude à la fusion au sein de la compagnie du Grand Central Belge, qui a lieu en 1864, dans une logique de maillage des lignes Nord-Sud de l'entre Sambre et Meuse, comme c'est également le cas des lignes 136 et 136B.
Entre 1852 et 1854, la compagnie de l'Entre-Sambre-et-Meuse avait inauguré la liaison entre Rossignol et Florennes-Sud d'une part, et entre Florennes et Philippeville. Les antennes de Morialmé, Florennes et Philippeville, toutes en impasse, seront alors considérées comme secondaires par rapport à la liaison internationale que deviendra la ligne 132. En 1895, c'est au tour de l’État belge, qui s'apprête à reprendre le Grand Central Belge, réalise une ligne partant de Mettet, sur sa ligne de Tamines à Dinant, et aboutissant à Florennes.
En 1877, la section Walcourt - Rossignol a été dédoublée afin de faciliter la desserte des lignes 135 et 136 au départ de Walcourt.
En 1897, le Grand central belge est repris par les Chemins de fer de l'État belge.
Il fallut toutefois attendre 1908 pour que soit réalisé un raccord direct en direction de Florennes (Pavillons) avec une voie indépendante longeant celle de la ligne 138. À cette époque, l’État belge prévoit de rationaliser le nœud ferroviaire de Florennes, qui comprend cinq lignes et plusieurs gares en impasse. Ce plan prévoit la réalisation d'une nouvelle section, comportant la gare de Florennes-Central, reliant la ligne 136 à la ligne de l'Est-Belge et à celle vers Mettet. Ces nouvelles lignes et raccordements aux lignes existantes, ainsi que la gare de Florennes-Central, sont inaugurés au plus tard pour 1910.
En 1954, la SNCB décide de transférer le trafic voyageur vers la route. La section à double voie est ramenée à voie unique. Seul le tronçon Fraire - Florennes reste desservi régulièrement par des trains caboteurs, depuis Florennes. La voie est démontée entre Rossignol et Fraire dès 1959, la section Walcourt - Rossignol subsistant pour la desserte de la ligne 136.
La ligne 138 ayant été partiellement fermée en 1960, la section de Morialmé-bifurcation à Pavillons est mise à simple voie et finit par être considérée comme partie intégrante de la ligne 135.
En 1970, les barrages de l'Eau d'Heure induisent l'inondation d'une partie de la ligne 132. La SNCB décide alors de réutiliser d'anciennes lignes pour contourner l'obstacle, donnant naissance à la ligne 132N (Walcourt - Mariembourg) réalisée à l'aide d'une série de tronçons des lignes 135 (Walcourt - Rossignol), 136 (Rossignol - Yves-Gomezée) et 136B (Jamagne - Senzeille), ainsi que deux courbes bâties à cette occasion, entre Yves-Gomezée et Jamagne et à la hauteur de Neuville.
En 1976, la section Fraire - Morialmé n'est plus desservie, suivie en 1980 par le tronçon subsistant, tout comme les autres lignes subsistant dans la région de Florennes. La voie est démontée l'année suivante.

## Utilisation
L'assiette de voie est inutilisée entre Rossignol et Florennes.
La ligne 132N utilise le tronçon Walcourt - Rossignol et voit essentiellement passer les autorails de la Série 41 (SNCB) qui assurent la relation S64 Charleroi - Couvin. Il y subsiste également un trafic de fret lourd, assuré par des locomotives diesel (parfois en triple traction) entre la carrière "Les Petons" à Yves - Gomezée et l'Allemagne via Walcourt.